# Podhum (Konjic, BiH)
Podhum je naseljeno mjesto u općini Konjic, Federacija Bosne i Hercegovine, BiH.

## Povijest
Župa se nalazi u području Neretvice, rječice koja se ulijeva u Jablaničko jezero. Do 16. stoljeća, to su područje pastorizirali franjevci iz Konjica. Nakon rušenja konjičkog samostana u vrijeme progona 1521-24. tamošnji katolici prelaze u pastoralnu nadležnost kreševskih franjevaca. U 17. stoljeću na tom je području postojala župa pod imenom Neretva, gdje je početkom toga stoljeća živjelo 1600 katolika Hrvata. Zbog posljedica Bečkoga rata (1683. – 1699.) župa je gotovo opustjela i prestala je postojati.
Nakon mletačkog zauzimanja dijelova Boke kotorske, iz Risna, Bijele, Herceg-Novog su što progonom što samostalno iselile muslimanske obitelji. U konjički kraj su stigle muslimanske obitelji za koje bi moglo biti da su iz Herceg-Novog su Alići na Homolju, Bašići u Lipovcima i u samom Konjicu, Čelebići u Seonici, Hasani, (od njih ostao samo istoimeni zaselak) Šabanovići u Tuhobiću i Konjicu, Topalovići u Goranima i Oteležanima, Novalići na Vrdolju te Turaci iz Novog i Sutorine, koji su se doselili u Podhum.
Godine 1737. na području župe Neretve tj. konjičkog kraja je zabilježeno samo 436 katolika. Njih je opsluživao kapelan iz Kreševa, koji je stanovao, prilikom svojih posjeta, u kućama vjernika. Početkom 19. stoljeća kupljen je komad zemljišta i podignuta je kuća. God. 1813. Neretva se navodi kao posebna kapelanija. Stoga stariji šematizmi uzimaju tu godinu kao godinu obnove župe, koja je, međutim, na rang župe iznova podignuta godine 1820. Broj se katolika u međuvremenu god. 1813. povećao na 1136.
Od osnutka sijelo župe bilo je u Podhumu. Tamo je izgrađena i župna crkva vjerojatno osamdesetih godina 19. stoljeća. Budući da izvedba nije bila solidna, novi je projekt za adaptaciju crkve načinio Karlo Pařik (Paržik) 1925. godine. On je to učinio i za župni stan, te poseban projekt za jednu kapelicu.
Crkva je šezdesetih godina porušena. Ostao je samo jedan zvonik i pored njega je potom izgrađena kapelica. Budući da je selo Podhum zbog iseljavanja gotovo ostalo bez katolika, a po svom je zemljopisnom položaju nepristupačno, nova je crkva izgrađena na povoljnijem mjestu na Žitačama 1959. – 1962. godine. Projekt za crkvu izradio je ing. fra Pijo Nuić. Na zvoniku ima jedno zvono. Prije nedavnoga rata crkva je renovirana, a radilo se i na uređenju interijera. U njoj se nalazilo nekoliko sadrenih kipova, rađenih u obrtničkim radionicama. Oltarsku zidnu sliku za crkvu izradio je slikar V. Blažanović. Daljnje uređenje crkve zaustavio je rat. Crkva je teško oštećena a umjetnička djela uništena. Oltarska slika teško je oštećena. Iz crkve je odneseno sve što se moglo odnijeti. Uz to, kancelarija je zapaljena. Tom prilikom je izgorjela vrijedna arhiva, kartoteka i neke matice.
Jedno vrijeme preostali vjernici skupljali su se na liturgijska slavlja u jednoj preuređenoj garaži a od 1998. u drvenoj crkvici u Obrenovcu. Novi župnik fra Vlado Koštroman započinje 2000. godine radove na uređenju crkve da je koliko-toliko sredi kako bi ona služila svojoj svrsi.
U župi su postojale dvije podružne crkvice, od kojih je jedna izgrađena u Bukovici 1977. god., a druga u Dobrićevićima 1979. god., te više grobljanskih kapelica. U bukovičkoj crkvici bila je slika sv. Josipa (ulje na platnu) iz 1909. godine. U nedavnom ratu obje su crkve vrlo teško stradale. U napadu Armije BiH, počinjen je zločin nad hrvatskim civilima Žitača.  Prema nekima su u ratnom zločinu Armije RBIH ubijena 24 mještana, prema drugima 26, a prema trećima 27. Crkva Sv. Ante Padovanskoga i župna kuća su obeščašćeni, devastirani i opljačkani. Drveni kip sv. Ante je obezglavljen kao i kip malog Isusa, crkveno rublje i zlatni kaleži su odneseni, slupane su postaje Križnoga puta, prozori porazbijani. Razoren je i Dom Sv. Ante Padovanskog.
U isto vrijeme kada je izgrađena nova crkva, podignut je sadašnji župni stan, koji je god. 1987. proširen i obnovljen. U zadnjem ratu je teško oštećen i opljačkan. U 2000. godini je djelomično obnovljen i useljen.
Pored župnog stana, neposredno prije rata napravljen je Dom sv. Ante (8 x 10 m). Dom je u ratu potpuno devastiran, a od njega su ostali samo zidovi.
Podhumska župa je 1877. god. imala 2128 katolika, a 1935. god. 2712. U međuvremenu od nje su odvajanjem osnovane nove župe u Solakovoj Kuli 1866. i Ostrošcu (Obrima) 1919. godine. Župa je godine 1991. brojila 1700 katolika (1974.: 2235), a po zadnjem popisu na koncu 2016. godine ima svega 91 vjernika u 60 domaćinstava. Župu tvore sljedeća naselja: Podhum, Žitače, Budišnja Ravan, Bukovica, Buljina, Buturović Polje, Dobričevići, Gorani, Gostovići, Jukići, Krtići, Lukšije, Ljesovinja, Mrkosovice, Obrenovac, Orlište, Oteležani, Pačerani, Parsovići, Prijeslap, Raotići, Rasvar, Seonica, Slavkovići, Sultići, Šip, Višnjevica, Tovarnica i Trusina.

## Prosvjeta
U Podhumu su franjevci osnovali prvu pučku školu toga kraja.

## Stanovništvo

### 1991.
Nacionalni sastav stanovništva 1991. godine, bio je sljedeći:
ukupno: 195
- Muslimani – 143
- Hrvati – 52

### 2013.
Nacionalni sastav stanovništva 2013. godine, bio je sljedeći:
ukupno: 77
- Bošnjaci – 73
- Hrvati – 4

## Vanjske poveznice
- Satelitska snimka  Arhivirana inačica izvorne stranice od 8. kolovoza 2020. (Wayback Machine)